# Андрющенко Юрій Олексійович
Юрій Олексійович Андрющенко (нар. 22 червня 1962) — доктор біологічних наук, український зоолог, орнітолог.

## Життєпис
У 1988 закінчив Мелітопольський державний педагогічний інститут за спеціальністю «географія-біологія».
Протягом 1993—1995 рр. навчався в аспірантурі в Інституті проблем екології та еволюції ім. М. М. Сєвєрцова Російської академії наук.
З 1989 р. праює в лабораторії орнітології  Азово-Чорноморської орнітологічної станції в м. Мелітополь (підрозділ Інституту зоології імені І. І. Шмальгаузена НАН України.
У 1996 р. в Інституті проблем екології та еволюції ім. М. М. Сєвєрцова РАН захистив дисертацію на здобуття наукового ступеня кандидата біологічних наук за спеціальністю «Охорона навколишнього середовища та раціональне використання природних ресурсів» на тему: «Журавль степовий та інші рідкісні журавлеподібні птахи в агроландшафтах степової зони Лівобережної України і Криму». У 2004 р. пройшов нострифікацію в спеціалізованій раді при Інституті зоології ім. І. І. Шмальгаузена НАН України, за результатами якої йому було присвоєно вчений ступінь кандидата біологічних наук за спеціальністю «зоологія».
З квітня 2010 — завідуючий лабораторією орнітології півдня України Азово-Чорноморської орнітологічної станції. 
10 жовтня 2023 року в Інституті зоології ім. І. І. Шмальгаузена НАН України захистив дисертацію на здобуття наукового ступеня доктора біологічних наук за спеціальністю «зоологія» на тему: «Населення птахів Азово-чорноморського анклаву сухостепової зони: територіальна, сезонна та ландшафтна неоднорідність» і отримав відповідний ступінь за рішенням МОН від 20 грудня 2023 року.
Брав участь в різноманітних наукових проєктах та в наукових експедиціях в різі регіони України, на Далекому Сході, в Арктиці, Ізраїлі тощо.

## Наукова діяльність
Головні наукові інстреси: птахи зональних ландшафтів сухостепової підзони України; рідкісні степові види птахів і важливі для них території; екологія і біологія охоронюваних Журавлеподібних; стан зимівель птахів на півдні України; сезонна орнітофауна водно-болотних угідь; проблеми розвитку орнітологічного туризму на півдні України.
Автор понад 170 наукових публікацій (у т.ч. 11 монографій).
Член редколегії збірника наукових праць Азово-Чорноморської орнітологічної станції «Бранта» і Бюлетеня РОМ (регіонального орнітологічного моніторингу). 